# خطوط كانتاس الجوية الرحلة 1
كانتاس الرحلة 1 هي رحلة طيران أسترالية من سيدني إلى لندن عبر بانكوك في 23 سبتمبر 1999 وتحمل علي متنها 391 راكبا و19 من أفراد الطاقم وبسبب تجاوز الطائرة المدرج بعد الهبوط تحطمت قرب مطار دون موينغ في بانكوك , تايلاند وكانت من طراز بوينغ 747-400 ولكن نجا جميع الركاب والطاقم البالغ عددهم 410 شخصا وجرح 38 شخصا بجراح طفيفة.